# Theodor al II-lea de Ravenna
Theodor al II-lea a fost exarh bizantin de Ravenna între 677 și 687.
Theodor i-a succedat în funcția de exarh de Ravenna lui Grigore din 677. El este consemnat ca fiind cel care l-a confirmat pe Conon ca papă la 21 octombrie 686.
Theodor a fost un personaj evlavios și este menționat faptul că a patronat arhiepiscopatul de Ravenna pe parcursul mandatului său. Cronicarul Andreas Agnellus descrie darurile acordate bisericilor Sfântului Teodor Diaconul și Sfânta Maria din Constantinopol (Blacherne) și notează faptul că exarhul a fost înmormântat alături de soția sa în cea de a doua dintre acestea.
Theodor a fost urmat în funcția de exarh de către Ioan al II-lea Platinus din 687.